# مغز والدین

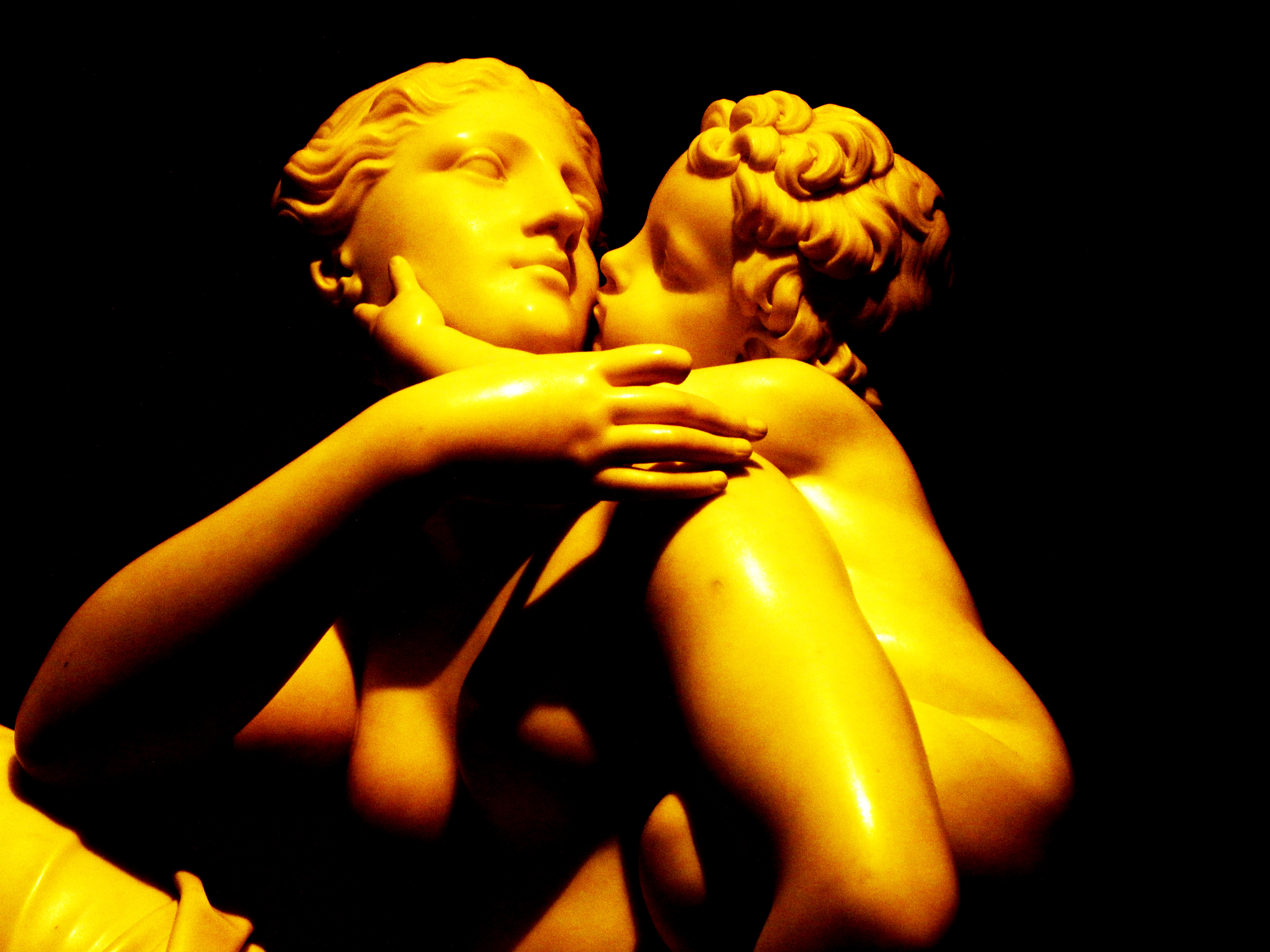
محبت مادرانه، نوشته ادوارد هاجز بیلی

تجربه والدین، و همچنین تغییر سطح هورمون در دوران بارداری و پس از زایمان، سبب تغییرهایی در مغز والدین (به انگلیسی: Parental brain)می‌شود. نشان دادن حساسیت مادر نسبت به نشانه‌های نوزاد، پردازش آن نشانه‌ها و انگیزه برای تعامل اجتماعی با نوزادش و توجه به نیازهای نوزاد در هر زمینه‌ای می‌تواند به عنوان رفتار مادرنه توصیف شود و توسط بسیاری از سیستم‌های مغز مادر تنظیم می‌شود. پژوهش‌ها نشان داده‌است که هورمون‌هایی مانند اکسی‌توسین، پرولاکتین، استرادیول و پروژسترون برای آغاز و حفظ رفتار مادری در موش‌ها و دیگر پستانداران ضروری هستند. رفتار مادرانه نیز در محرک‌های اساسی (میل جنسی، گرسنگی و تشنگی، ترس، قدرت/سلطه و غیره) طبقه‌بندی شده‌است.
دگرگونی در استروژن، اکسی‌توسین و پرولاکتین در اوایل دوره پس از زایمان سبب تغییرهایی در ساختارهای مغز مادر می‌شود.